# Vic de Fesensac
Vic de Fesensac (en occità, Vic de Fesensac; en francès, Vic-Fezensac) és una comuna francesa en el Cantó honònim del departament del Gers de la regió d'Occitània.

## Demografia
| 1962                                       | 1968  | 1975  | 1982  | 1990  | 1999  | 2007  |
| ------------------------------------------ | ----- | ----- | ----- | ----- | ----- | ----- |
| 3.605                                      | 4.109 | 4.111 | 3.978 | 3.683 | 3.614 | 3.651 |
| Des de 1962: població sense dobles comptes |       |       |       |       |       |       |

## Administració
| Període   | Identitat        | Partit        |
| --------- | ---------------- | ------------- |
| 1989-1995 | Jean Arnaud      |               |
| 1995-2001 | François Céretto | Divers droite |
| 2001-     | Michel Sanroma   | PS            |

## Cultura
La Fira de la Pentecosta, Pentecotavic, es fa anualment el cap de setmana de Pentecosta. És una celebració d'anomenada a França, no tan sols per les curses de braus que s'hi fan, com molt especialment pel seu festival de bandes de música. S'hi apleguen bandes de tot l'estat en dos dies d'actes diversos, que culminen amb la gran desfilada que es fa el diumenge tarda.

## Personatges il·lustres
- Jean Castex, (1965): Primer ministre de França des del juliol de 2020